# Caio Popílio Lenas
Caio Popílio Lenas (em latim: Gaius Popillius Laenas) foi um político da gente Popília da República Romana eleito cônsul por duas vezes, em 172 e 158 a.C., com Públio Élio Lígure e Marco Emílio Lépido respectivamente. Era irmão de Marco Popílio Lenas, cônsul no ano anterior, e pai de Públio Popílio Lenas, cônsul em 132 a.C..

## Primeiros anos e consulado (172 a.C.)

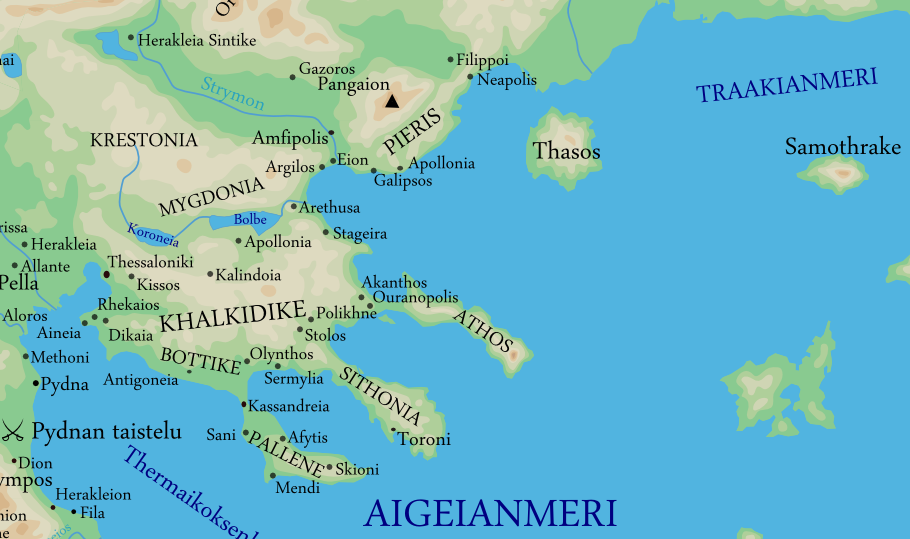
Teatro de operações da Terceira Guerra Macedônica.

Em 175 a.C., Lenas foi pretor. Foi eleito cônsul em 172 a.C. com Públio Élio Lígure, um ano depois que seu irmão, Marco Popílio Lenas, ter ficado famoso pela crueldade com que tratou os lígures e fez o possível para evitar que ele fosse punido. Quando o Senado ordenou que todas as propriedades roubadas dos estatelatos fossem devolvidas, Caio conseguiu forçá-los a mudar de ideia. Insatisfeitos, os senadores deram-lhe a Ligúria como província consular.
Um ponto notável de seu consulado foi o fato de que os dois eram plebeus, a primeira vez que isto ocorreu.

## Terceira Guerra Macedônica
Depois de seu consulado, em 170 a.C., serviu como legado na Grécia durante a Terceira Guerra Macedônica e conseguiu evitar que os macedônios tomasse a cidade etólia de Stratus. No ano seguinte, foi enviado pelo cônsul Aulo Hostílio Mancino a diversas cidades gregas para conseguir todo o apoio que pudesse na guerra contra Perseu. Assumiu o governo da cidade de Ambrácia no mesmo ano.
Em 168 a.C., no contexto da sexta guerra síria, foi enviado como embaixador, com Caio Decímio e Caio Hostílio, a Antíoco IV Epifânio, do Império Selêucida, para exigir que ele não levasse adiante a guerra contra o Egito Ptolemaico. Depois de passar por Rodes, onde exigiu que a população punisse os que haviam apoiado Perseu, o grupo encontrou Antíoco marchando em direção a Alexandria. Popílio entregou-lhe a carta do Senado e Antíoco se comprometeu a considerar o pedido. Então, num episódio muito famoso, Popílio pegou uma vara e desenhou um círculo à volta de Antíoco e ordenou que ele não atravessasse o círculo sem atender às demandas romanas. Sem outras opções, Antíoco finalmente ordenou a retirada. Na viagem de volta, passou por Chipre, intimou as frotas selêucidas a cessarem seus ataques às posições egípcias e retornassem à Síria Selêucida. Segundo estudiosos bíblicos, a frota de Lenas é a que teria sido citada em Daniel 11: «Virão contra ele naus de Quitim, portanto será contrariado, e voltará. Indignar-se-á contra a santa aliança, e fará o que lhe aprouver; até tornará a vir, e atenderá aos que abandonarem a santa aliança.» (Daniel 11:30).
Como resultado de sua missão, uma duradoura paz foi firmada entre selêucidas e ptolomeus. Esta poderosa interferência da diplomacia romana e seu efeito imediato revelam a dimensão do poder romano no início do século II a.C.. As palavras de Popílio causaram grande impressão e ecoaram pela cultura romana: Cícero o cita em sua oitava Filípica e Valério Máximo o inclui em "Nove Livros de Feitos e Dizeres Memoráveis". Mais tarde, no século VIII, o episódio foi novamente citado na obra educativa "De viris illustribus", do abade Charles François Lhomond.

## Censor (159 a.C.) e segundo consulado (158 a.C.)
Em 159 a.C., Popílio foi eleito censor com Cipião Násica Córculo e ordenou a construção do primeiro relógio de água de Roma. Popílio foi eleito novamente em 158 a.C., desta vez com Marco Emílio Lépido.